# Synagoga w Świdnicy
Synagoga w Świdnicy – nieistniejąca synagoga, która znajdowała się w Świdnicy, przy ulicy Cesarza Wilhelma, obecnie zwanej aleją Niepodległości.
Synagoga została zbudowana według projektu Edwina Opplera. Otwarcie nastąpiło 26 sierpnia 1877. Spalona podczas nocy kryształowej w nocy z 9 na 10 listopada 1938 roku. Wkrótce potem rozebrano jej pozostałości.
Murowany budynek synagogi wzniesiono na planie prostokąta, w stylu neoromańskim, co szczególnie widoczne było w detalach – oknach, drzwiach, fryzach. Jej charakterystycznymi elementami były dwie wieże i oktagonalna kopuła. Mogła pomieścić w sumie 250 osób. 